# 馬奇海峽

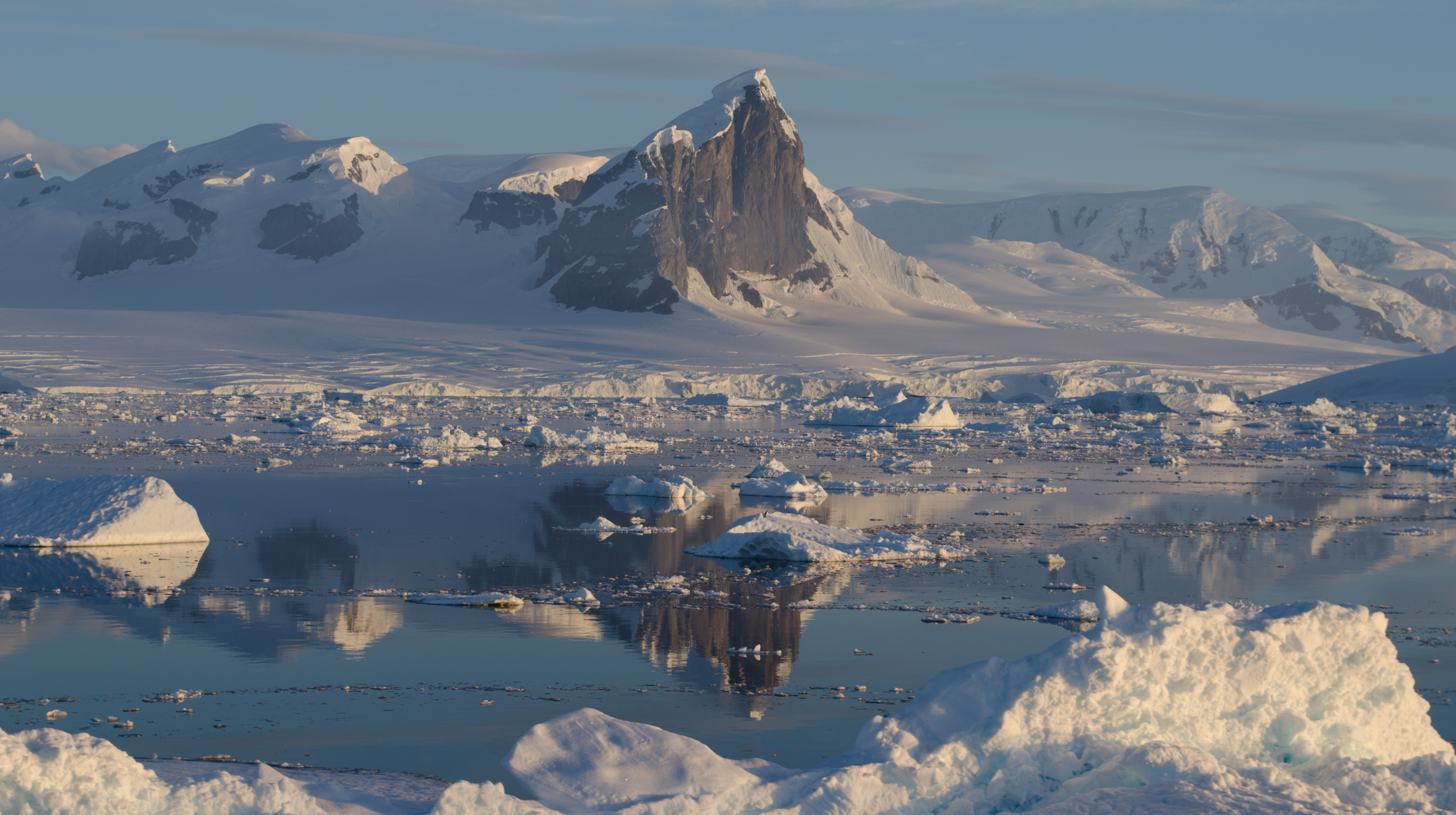

66°2′S 65°50′W / 66.033°S 65.833°W
馬奇海峽（英語：Mudge Passage）是南極洲的海峽，位於葛拉漢地，處於普羅斯佩克特角附近，北面是比爾島和多德曼島，南面是塞佛里群島和特朗普群島，現時由南極條約體系管理。